# Хабардин, Юрий Иванович
Ю́рий Ива́нович Хабардин (6 ноября 1926, Киренск, Киренский округ, РСФСР — 21 августа 1990, Харьков, УССР, СССР) — советский геолог, один из первооткрывателей месторождений алмазов в Восточной Сибири.

## Биография
Родился в г. Киренск Иркутской области. Потомственный геолог. В 1946 году окончил курсы коллекторов. Работал прорабом в геологических экспедициях.
Окончил заочное отделение геологического факультета Иркутского государственного университета.
В июне 1955 году обнаружил первое в Восточной Сибири промышленное месторождение алмазов — трубку «Мир». По собственным рассказам, кусок алмазосодержащей горной породы нашёл в лисьей норе.

## Публикации
Хабардин Ю. И. Путь к алмазной трубке. — М.: Геоинформмарк, 1999. — 275 с. — ISBN 5-900357-23-6.

## Награды
- Лауреат Ленинской премии (1957).
- Награждён орденом Ленина (1957).
- Присвоено звание «Почётный гражданин Мирнинского района» (посмертно) (2005)[2].

## Память
- Мемориальная доска установлена в городе Мирном по адресу Ленинградский проспект, 23[3][4].
- Посёлок Хабардино на реке Моркока, назван в честь первооткрывателя алмазной трубки «Мир» Ю. И. Хабардина[5].
- Лог Хабардина — россыпное месторождение алмазов[6].
- Именем Ю. И. Хабардина названа улица в городе Мирный[7].